# Annie Taylor
Annie Edson Taylor, född 24 oktober 1838 i Auburn, New York, död 29 april 1921 i Lockport, blev den första personen någonsin att överleva en färd nerför Niagarafallen i en tunna den 24 oktober 1901.
Läraren Annie Taylor gav sig nerför Niagaras värsta fall, Hästskofallen i Kanada, i en specialtillverkad tunna av ek och järn och med en madrass inuti som stötdämpare. Färden tog cirka tjugo minuter. Tunnans säkerhet hade några dagar tidigare testats med katten Iagara som passagerare. Även katten överlevde Hästskofallen.
Efteråt kommenterade Taylor äventyret för pressen så här:

- If it was with my dying breath, I would caution anyone against attempting the feat ... I would sooner walk up to the mouth of a cannon, knowing it was going to blow me to pieces than make another trip over the Fall.
(Översättning: Om det så var med mitt allra sista andetag så skulle jag varna alla från att försöka sig på denna bravad ... Jag skulle hellre ställa mig framför en kanon med vetskapen om att den skulle spränga mig i bitar än att göra ännu en resa nerför fallen.)

## Populärkultur
I avsnittet "Return of the Technodrome" av Teenage Mutant Ninja Turtles-serien från 1987, säger Raphael då glidaren på sköldpaddornas luftskepp är på väg att falla nedför Niagarafallen, att om de skulle åka nedför Niagarafallen, borde de ha gjort det i en tunna.

### Fotnoter
1. ↑  ”Niagara Falls” (på engelska). History. http://www.history.com/topics/niagara-falls. Läst 17 november 2017.
2. ↑  ”Return of the Technodrome” (på engelska). Springfield! Springfield!. 1 mars 1988. Arkiverad från originalet den 16 januari 2018. https://web.archive.org/web/20180116140033/https://www.springfieldspringfield.co.uk/view_episode_scripts.php?tv-show=teenage-mutant-ninja-turtles-1987&episode=s02e13. Läst 17 november 2017.